# جون موريس (عسكري)
جون موريس (بالإنجليزية: John Morris)‏ هو عسكري أمريكي، ولد في 25 يناير 1855 في دبلن في جمهورية أيرلندا، وتوفي في 20 سبتمبر 1963.